# ピロンの秘密
ピロンの秘密（ピロンのひみつ）は、手塚治虫による日本の漫画、及び手塚治虫が原作を担当した同名のテレビドラマである。本稿では本作の幼年版漫画『ピロンちゃん』（2回目以降を藤子不二雄の藤本弘が執筆）についても述べる。

## 漫画版
『小学四年生』1960年10月号から『小学五年生』1961年7月号まで連載された。

### あらすじ
少年昭男(あきお)とその兄で警視庁刑事である鉄男(てつお)は山でキャンプをしていた際、ピロンという少年と女性型ロボットのミラに出会った。ピロンの正体はふたご座の「カストル星」という星の王子で、カストル星の大臣バレスが起こした反乱のため追っ手の手を逃れてミラと共に地球へ避難してきたという。昭男と鉄男の兄弟はふたりと打ち解け、ピロンの地球での暮らしに協力することにした。しかし、バレスは追っ手を地球に仕向けていた。

### 登場人物
昭男
本作の主人公で活発な少年。本名は本郷昭男。ブーメランが得意で武器としても使う。
鉄男
昭男の兄。警視庁のやり手の刑事で、射撃の名手である。
ピロン
カストル星の王子。父王に背いたバレスの内乱から逃れて地球にやってきた。本来は地球人とは異なる姿をしているが、変身機で地球人の少年の姿になっている。自分たちの存在が昭男と鉄男以外の地球人に知られることを恐れ、秘密にしている。
ミラ
ピロンの護衛を務める女性型ロボット。飛行能力をはじめ様々な能力を持つ。持ち運びやすいようにカバン型に変型可能。
バレス
カストル星の大臣。王の地位を欲して反乱を起こした。王子であるピロンを抹殺するため追っ手「黒星」を仕向ける。

### 内容
出会い〜黒星一号との戦い
キャンプでピロンと出会った昭男たちは、ヒッチハイクで駅へと向かう。だが、ピロンたちが乗ったトラックに、黒星一号の円盤が攻撃をしかける。
カバン型ミラの盗難〜黒星二号との戦い
夜汽車で東京に向かう途中で、カバンに変型していたミラが盗まれてしまう。ミラを取り戻すために夜の街に降り立ったピロンは黒星二号と遭遇。黒星二号はなんでも溶かす宇宙バクテリアが詰まった手投げ弾でピロンを葬り去ろうとする。
人食い自動車
警視庁総監室に現れた「3」と名乗る老人はピロンの写真を出し捜索協力を迫るが、聞き入れられず、部長をチョコレートのようなものに変化させたのみで立ち去る。その夜、街に人食い自動車が現れ、子供を次々と襲いはじめる。

## ピロンちゃん
『ピロンの秘密』の幼年版。1960年から1961年にかけて『幼稚園』と『小学一年生』に連載された。手塚が執筆したのは第1話のみで、第2話以降は藤子不二雄名義で連載された（藤本弘担当作品）。
幼年向けにアレンジされたため、バレス（『ピロンちゃん』ではバラスとして登場）が内乱を起こした設定は語られず、手塚による第1話ではただ楽しく遊ぶのみ、藤本による第2話でも「星のわるものがぼくをねらっているの」と悪者がいることが簡単に語られるのみとなっている。
『小学一年生』の連載は2話のみで終了した。翌月から連載された藤子不二雄の『すすめピロン』（藤本担当作）は、タイトルは似ているが別作品である。

### 登場人物
漫画『ピロンの秘密』の項で紹介されていない人物と、設定が変化している人物を以下に記す。
くろぼし
星のわるもの。毎回様々な手段でピロンを狙っては失敗する。
まだら仮面
ピロンの兄。黒縞の黄色いお面をいつも被っている。マントで空を自由に飛ぶことができる。
ピロンのおとうさん
星の国の王さま。
バラス
わるい王さま。家来のくろぼしと共にピロンを狙う。

### 内容
『ピロンちゃん』全11話は3つに大別できる。

#### 幼稚園1960年度版
手塚が執筆した第1話に、藤本が執筆した6話（「エネルギー人をやっつけろ」「空とぶめだま」「さらわれたピロン」「まだら仮面あらわる」「ピロン、星の国にかえる」「星の谷の怪物」）を加えた7話。「ピロン、星の国にかえる」以降は、あきおとてつおは登場しない。

#### 幼稚園1961年度版
『幼稚園』1961年4月号「空とぶマント」、同5月号「けが人をはこべ」の2話。兄のまだら仮面からマントをプレゼントされたピロンが地球へ遊びに行き、墜落した飛行機の乗組員や、交通事故にあった少女を救う、藤子が5年後に執筆する『パーマン』の原型のような内容になった。4月号から初めて雑誌を読む読者のために、脇役を知らなくても楽しめるようになっている。『ピロンの秘密』でアクションシーンを担っているミラは、『ピロンちゃん』の1961年4月号以降は一切登場しない。

#### 小学一年生版
『小学一年生』1961年4月号「つかまったピロン」、同5月号「ガムのみがわり」の2話。兄のまだら仮面からマントを切り分けてもらったピロンが、空を飛べるようになるところから始まる。「ガムのみがわり」では、どんな形でも自由に作れる不思議なガムが登場する（手塚の連載『ガムガムパンチ』はこの6年後）。『小学一年生』版ではミラは一切登場しない（アクションシーンはまだら仮面が担当）。

## テレビドラマ版
日本テレビで1960年8月1日から1961年4月29日まで放送された。制作は紫苑プロダクション。帯ドラマ形式で、月曜から土曜の18:00から18:15まで週6回放送され、6回で一話が完結する形式だった。全234回、全39話。原版の現存は確認されていない。

### キャスト
- ピロン - ニッキー窪田 (ニッキー久保田)
- 本郷昭男 - 遠藤恵一
- ミラ - 峰和子 (峯和子)
- 高村俊郎

### 放送リスト
1. 流星王子出現
2. 冷凍光線の恐怖
3. 人喰いアミーバー
4. 殺人テレビ光線
5. 恐怖のエネルギー人
6. 決死の対決
7. 吸血カタツムリ
8. 快速ハヤブサ号
9. 謎のＲ国
10. キラーハンド
11. 原子燃料Ｘの恐怖
12. 決死の大奇術
13. マーダー帝国の陰謀
14. ピロン捕わる
15. 岩窟の決闘
16. ビル街の怪人
17. マダラ仮面出現
18. 仮面の追跡
19. バレスの復讐
20. 輝ける王冠
21. 謎のエンゼルヘアー
22. ピロンの逆襲
23. 怪盗紅コウモリ
24. 古寺の決闘
25. 消えた少年
26. 謎のねむり草
27. 鎖の謎
28. 三太の活躍
29. 雪山の脱獄囚
30. 雪山の決闘
31. ダイヤのゆくえ
32. 密輸の正体
33. 六人の男
34. 女王危うし
35. ピラミッドの秘密
36. アリバイ
37. 野獣人間
38. 恐怖の爪跡
39. 響け歌声

### 放送局
特筆の無い限り全て同時ネット
- 日本テレビ（制作局）
- 北日本放送[3]

| 日本テレビ系列 月曜 - 土曜18:00 - 18:15枠 | 日本テレビ系列 月曜 - 土曜18:00 - 18:15枠 | 日本テレビ系列 月曜 - 土曜18:00 - 18:15枠 |
| 前番組                                    | 番組名                                    | 次番組                                    |
| ----------------------------------------- | ----------------------------------------- | ----------------------------------------- |
| ぼうけんダン吉                            | ピロンの秘密                              | わんぱくパトロール                        |